# Hiro Yūki
Hiro Yūki 優希 比呂?, Yūki Hiro (Tokyo, 13 febbraio 1965) è un doppiatore giapponese. 
Nato come Teruhisa Tsuyusaki (露崎 照久?, Tsuyusaki Teruhisa) è membro del quartetto di doppiatori Weiß, costituito anche dai doppiatori di Weiß Kreuz Tomokazu Seki, Takehito Koyasu e Shin'ichirō Miki.
Nel giugno 2007, Yuki cambiò lo spelling del suo nome in 優希比呂 da 結城比呂, che però ancora si legge Yūki Hiro.

## Filmografia

### Anime
- Dragon Ball Z (1989-1996) – Dende
- Oishinbo (1991) – Masashi
- Future GPX Cyber Formula (1991) – Henri Claytor
- Nintama Rantaro (1993) – Rikichi Yamada
- The Brave Express Might Gaine (1993) – Yulius
- Brave Police J-Decker (1994) – Drillboy
- Haou Taikei Ryū Knight (1994) – Adeu Waltham
- Tekkaman Blade II (1994) – Dead End/Tekkamen Dead
- Virtua Fighter (1995–1996) – Jimmy Gates
- Dragon Ball Z: Wrath of the Dragon (1995; Film) – Tapion
- Neon Genesis Evangelion (1995) – Makoto Hyuga
- Aka-chan to Boku (1996) – Akihiro Fujii
- Bakusō Kyōdai Let's & Go!! (1996) – Carlo Sereni
- Slayers NEXT (1996) – Alfred Seyruun
- Brave Command Dagwon (1996) – Yoku Kazamatsuri
- Dragon Ball GT (1996-1997) – Dende
- Mobile Suit Gundam: The 08th MS Team (1996-1999; OVA) – Michel Ninorich
- Utena la fillette révolutionnaire (1997) – Dios
- Pokémon (1997) – Dorio
- Arc the Lad (1999) – Arc
- Hoshin Engi (1999) – Taikoubou
- Shamanic Princess (1996-1998) – Leon
- Weiß Kreuz (1998) – Omi Tsukiyono
- Star Ocean EX (2001) – Claude C. Kenni
- s-CRY-ed (2001) – Sou Kigetsuki
- Go! Go! Itsutsugo Land (2001) – Hinoki Morino
- RockMan.EXE (2002) – Raika
- Witch Hunter Robin (2002) – Michael Lee
- Mobile Suit Gundam SEED (2002-2003) – Clotho Buer
- Weiß Kreuz Glühen (2002-2003) – Omi Tsukiyono
- Samurai Champloo (2004) – Niwa Tatsunoshin
- Initial D Fourth Stage (2004) – Shinichi
- Suki na Mono wa Suki Dakara Shōganai! (2005) – Chris
- Speed Grapher (2005) – Tsujido
- Buso Renkin (2006) – Kawazui
- Nerima Daikon Brothers (2006) – Yūkel Hakushon
- Claymore (2007) – Rigaldo
- Yes! Pretty Cure 5 (2007) – Kawarino
- Air Gear (2007) – Mitsuru Bando
- Hakushaku to Yōsei (2008) – Nico[2]
- Kaidan Restaurant (2009) – Sho Koumoto
- Metal Fight Beyblade (2009-2012) – Ryutaro Fukami
- Toriko (2012) – Ohtake
- Hero Bank (2014) – Agreement Shuto

### Videogiochi
- Angelique – Marcel
- Arc the Lad – Arc
- Arc the Lad II – Arc
- Armored Core: Nexus – Additional voices
- Black/Matrix – Phillipe
- Dragon Ball Z: Budokai Tenkaichi 2 – Tapion
- Dragon Ball Z: Budokai Tenkaichi 3 – Tapion
- Dragon Ball Xenoverse 2 – Tapion
- Dragon Ball Legends – Tapion
- Dragon Ball: Sparking! Zero – Tapion
- Makeruna! Makendō 2 (1995) – Masoccer
- Mobile Suit Gundam SEED: Alliance vs. Z.A.F.T. – Clotho Buer
- Mobile Suit Gundam SEED Battle Destiny – Clotho Buer
- Neon Genesis Evangelion: Girlfriend of Steel 2nd – Makoto Hyuga
- Real Bout Fatal Fury 2: The Newcomers – Alfred
- Samurai Shodown V – Yoshitora Tokugawa
- Shining Force Feather – Gyaon
- Star Ocean – Roddick Farrence
- Star Ocean: The Second Story R – Roddick Farrence
- Sukisho – Chris
- Super Robot Wars Alpha 3 – Clotho Buer
- Super Robot Wars 30 – Soccer Detective Drill Boy
- Tales of Graces – Reimon

### Drama CD
- Abunai series 3: Abunai Bara to Yuri no Sono
- Abunai series 5: Abunai Shiawase Chou Bangaihen – Papa Sudou, Shinobu Suzaku, Aki Shinohara
- Junjou Boy Series 1: Junjou Boy Kinryouku – Samiya Kouzuki
- Junjou Boy Series 2: Junjou Heart Kaihouku – Samiya Kouzuki
- Kageki series 4: Kageki ni Koi Meikyuu – young Touma
- Kiken ga Ippai – Yuuki Ogawa
- Konna Joushi ni Damasarete 1 & 2 – Kaname Midorikawa
- Shiritsu Takizawa Koukou Seitokai – Naoki Sone
- Suit and Ribbon Tie – Yoshiyuki Takaoka
- Tokyo Deep Night – Makoto Mihara
- Tokyo Midnight – Makoto Mihara
- Tsukiyo ni Koisuru Touzoku-san – Ruu

### Tokusatsu
- Doubutsu Sentai Zyuohger (2016) – Saguil Brothers B (A interpretato da Hidenobu Kiuchi) (ep. 37-38)

### Doppiaggio
- Shrek – Zenzy
- Shrek e vissero felici e contenti – Cookie[3]
- South Park – Stan Marsh